# Сократ (сын Сафона)
Сократ (др.-греч. Σωκράτης) — военачальник Александра Македонского.
Впервые упомянут в качестве командира илы гетайров из Аполлонии Александра Македонского. Принимал участие в битве при Гранике 334 года до н. э. Во время сражения командование илой Сократа было передано Птолемею. Это соединение первым пересекло реку.
Квинт Курций Руф утверждал, что Сократ получил в управление от Александра Киликию. Учитывая, что сатрапом данной провинции был Балакр, возможно, что Сократ временно заменил Балакра.
Больше Сократ нигде не упоминается. Согласно предположению историка Г. Берве, Квинт Курций Руф при описании событий 331/330 года до н. э. ошибочно назвал Сократа, который привёл пополнение в армию Александра из 5 тысяч пеших воинов и тысячи всадников, Платоном. В данном случае античный историк ошибочно назвал военачальника-тёзку одного великого афинского философа именем другого знаменитого философа.